# Mobile Dating
Mobile Dating  beinhaltet das Nutzen von Websites oder Apps auf transportablen Endgeräten mit der Absicht, sowohl kurzzeitige als auch längerfristig romantische Beziehungen oder Partnerschaften zu finden.

## Geschichte und Erscheinungsformen
Eine Frühform des Mobile Dating waren SMS-basierte Chatsysteme, die um 1995 entstanden. Die veranstaltenden Unternehmen (in Insiderkreisen „Wort-Bordelle“ genannt) arbeiteten häufig mit Animateuren, um die Kunden zum Versand von teuren Kurznachrichten über SMS zu bewegen. Die Branche kam durch eine Razzia der Staatsanwaltschaft in Kiel 2009 zum Stillstand.
Die Folgegeneration von Mobile-Dating-Diensten entstand 2004 und bestand aus WAP- und schlichten Internetseiten.
Heute erscheinen Mobile-Dating-Dienste zum einen als Apps für die Smartphone-Betriebssysteme iOS, Android, Blackberry und Windows Mobile, auf die jeder Nutzer unterwegs zugreifen kann. Im Jahr 2016 nutzten in Deutschland 14 % aller männlichen und 15 % aller weiblichen Smartphone-Nutzer Dating-Apps.
Zum anderen nutzen viele Menschen auf ihren mobilen Endgeräten klassische Singlebörsen-Angebote mittels Webbrowser. Im Jahr 2014 nutzten 11 % der deutschen Singelbörsennutzer die Dienste ausschließlich mobil.
Einen entscheidenden Vorteil gegenüber den Singlebörsen bietet die in viele „Mobile Dating Apps“ integrierte Echtzeit-Umkreissuche (engl. „location based Services“, LBS), die den aktuellen Standort des mobilen Endgerätes einbezieht.

## Nutzer und Selbstdarstellung

### Nutzer
Früher wurde das Nutzen von Mobile Dating als Möglichkeit für verzweifelte Singles angesehen, denen es unmöglich war, Partner mittels konventioneller Face-to-Face-Kommunikation zu finden.
Heutzutage zielt es eher auf Nutzer mit begrenzter Zeit ab, Menschen mit wenigen Single-Freunden in ihrem Umfeld oder auch Menschen, die ein kleines soziales Umfeld haben (beispielsweise durch einen Umzug). Dies besagt die sogenannte Access-Hypothese. Des Weiteren unterstützt die rich-get-richer-Hypothese die Annahme, dass Menschen mit hoher Sozialkompetenz online erfolgreicher sind als beziehungsängstliche Menschen. Dem gegenüber steht die social-compensation-Hypothese, die besagt, dass schüchterne Menschen sich hinter dem Computer sicherer fühlen. Voraussetzung für die Nutzung von Dating Portalen ist es, Single und ein regelmäßiger Nutzer des Internets zu sein.

### Selbstdarstellung
Bei der Selbstdarstellung im Mobile Dating kommt es zu einem Zwiespalt zwischen der Darstellung eines authentischen Profils und einem perfekten Selbstbildnis. So kommt es meistens vor, dass das „Ideale Selbst“ dargestellt wird, was dazu führt, dass 80 % der Nutzer Gewicht, Größe oder Alter falsch angeben. Frauen machen häufiger Falschangaben, was ihr Aussehen und ihr Gewicht angeht, Männer hingegen über ihren Beziehungsstatus und die Ziele der angestrebten Beziehung. Die Intention der Nutzer bei der Selbstdarstellung besteht darin, dass das Selbstwertgefühl gesteigert wird und man sich persönlich weiterentwickelt.

## Markt
Mobile Dating wurde vom San Francisco Chronicle bereits 2005 als „nächster großer Schritt für die Entwicklung des sozialen Lebens im Internet“ bezeichnet. Laut Erhebungen von 2011 meldeten sich monatlich 122 Millionen Menschen weltweit auf den entsprechenden Portalen an, davon 14 Millionen via Smartphone.
Der deutsche Mobile-Dating-Markt wird auf ca. 25 Millionen Euro geschätzt, weltweit laut Experten auf rund 100 Millionen US-Dollar.
2016 war die Dating-App LOVOO auf Platz 1 der Apps mit dem höchsten Umsatz, Tinder auf Platz 3.
Drei quantitative Studien zu den Nutzerzahlen zeigen das Wachstum: im Frühjahr 2012 rund 1 Million, im Herbst 2012 schon 2 Millionen, im Frühjahr 2013 2,7 Millionen Nutzer. Weltweit sind es mehr als 200 Millionen Nutzer, von denen aber geschätzte 50 % der registrierten Nutzerkonten ungültig, doppelt oder inaktiv sind. Laut Schätzungen (November 2012) wurden die 25 populärsten Apps in Deutschland insgesamt etwa 6 Millionen Mal heruntergeladen, im Mai 2013 stieg die Zahl auf 8,7 Millionen.